# Axinella torquata
Axinella torquata är en svampdjursart som beskrevs av Brøndsted 1924. Axinella torquata ingår i släktet Axinella och familjen Axinellidae.
Artens utbredningsområde är havet kring Nya Zeeland. Inga underarter finns listade i Catalogue of Life.